# Gaïus Makouta
Gaïus Makouta, né le 25 juillet 1997 à Beaumont-sur-Oise, est un footballeur international congolais, qui joue au poste de milieu de terrain à l'Alanyaspor.

## Biographie
Famille 
Gaius Makouta est le petit-fils du professeur Jean-Pierre Makouta-Mboukou, enseignant-chercheur et écrivain congolais. Il est également le neveu de la théologienne et chercheur en histoire et civilisation Kôngo KimoYa Akouala Makouta-Mboukou.

### En club

#### Formation en France
Makouta commence le football à l'âge de cinq ans. En moins de 13 ans, Makouta joue à l'US Sénart-Moissy. Il passe alors des sélections pour intégrer l'INF Clairefontaine, mais n'est finalement pas sélectionné. Il rejoint ensuite l'AJ Auxerre mais est renvoyé de l'école pour des problèmes de comportement, et est en conséquence aussi renvoyé du club auxerrois. Six mois plus tard, il passe des essais à Châteauroux et à Amiens. Les deux se montrent concluants, et Makouta rejoint le club amiénois, où il passe trois saisons avant de quitter le club qui perd son statut professionnel. À l'âge de seize ans, il rejoint l'équipe réserve du Havre avec qui il s'entraîne mais ne joue qu'avec les moins de 19 ans. La saison suivante, il intègre l'US Créteil-Lusitanos et joue avec les M19. En parallèle, il travaille à l'usine de 6 heures à 13 heures et touche ses premiers salaires.

#### Débuts professionnels en Irlande et en Grèce
En juillet 2016, il signe son premier contrat professionnel pour le club irlandais de Longford Town, qu'il rejoint par l'intermédiaire de l'ami d'un oncle qui connaissait un agent ayant des contacts sur l'île. Makouta arrive au milieu de la saison régulière, et voit l'entraîneur qui l'a fait venir, Tony Cousins, démissionner, et son successeur fait moins jouer Makouta.
Ensuite, il rentre en France travailler en intérim, puis réalise un essai non concluant avec les moins de 23 ans de Nottingham Forest. Il rejoint finalement l'Aris Salonique qui vient d'être relégué en deuxième division. Il dispute son premier match le 2 février 2017 en Coupe de Grèce sur le terrain de l'Olympiakós, mais ne parvient pas à enchaîner les rencontres. Sur ses six mois au club, il n'est payé qu'une seule fois, et doit économiser les repas offerts par l'hôtel.

#### Affirmation en D2 portugaise
Il est ensuite mis en contact par l'intermédiaire de son coéquipier en Grèce Hugo Sousa avec des agents portugais, et rejoint le SC Covilhã en D2 portugaise. Une nouvelle fois, l'entraîneur qui le recrute démissionne et Makouta ne joue plus avec le nouvel entraîneur. Il doit profiter de nombreuses absences pour retrouver le onze titulaire, qu'il ne quitte ensuite plus de la saison. Lors de la saison suivante, il devient un joueur clé de l'équipe. Le 18 août 2018, il inscrit son premier but en professionnel sur le terrain de Cova da Piedade, et donne aussi une passe décisive au cours du match remporté 2-4. En janvier 2019, il reçoit alors deux offres, une venant d'Arabie saoudite et une autre du SC Braga. Malgré un salaire moins important, il privilégie l'offre de Braga dont il rejoint l'équipe réserve, alors relégable en seconde division. À l'issue de la saison, alors qu'il a auparavant décidé de rejoindre l'équipe première ou d'être prêté, aucun des deux scénarios ne se réalise et Makouta doit jouer avec la réserve reléguée en troisième division. Il croise alors la route de Rúben Amorim, qu'il déçoit par son manque d’investissement au sein d'une équipe avec laquelle il ne veut pas jouer.

#### Prêt concluant en Bulgarie
En janvier 2020, il est prêté au PFK Beroe Stara Zagora. Pour son second match, il marque le but de la victoire en toute fin de match contre le FK Vitosha Bistritsa. Le match suivant, il inscrit un but d'une frappe de 25 mètres contre le Lokomotiv Plovdiv. Son équipe enchaîne les bons résultats avent l'interruption de la saison avec la pandémie de Covid-19. Lors de la saison suivante, son prêt est prolongé, et le club réalise un excellent début de saison. Le 28 août 2020, il inscrit son premier doublé lors d'une victoire 6-0 contre le Botev Vratsa. Durant la trêve hivernale, le Ferencváros et surtout le Ludogorets Razgrad se montrent intéressés par Makouta.

#### Découverte de la première division à Boavista
À son retour à Braga, le club annonce qu'il ne compte pas sur lui. Les dirigeants du Ludogorets Razgrad qui voulait le recruter, ne le contactent plus, et il reçoit une offre de La Berrichonne de Châteauroux puis une autre de Boavista. Il rejoint Boavista pour trois saisons le 27 juillet 2021.

#### Alanyaspor
Le 25 juillet 2024, il s'engage en faveur de l'Alanyaspor pour trois saisons.

### En sélection
Gaïus Makouta honore sa première sélection en équipe du Congo le 10 octobre 2019 lors d'un match amical face à la Thaïlande. Il inscrit le but de l'égalisation à l'heure de jeu après être entré à la pause à la place de Randi Goteni. Le 13 novembre 2019, il dispute son premier match international officiel contre le Sénégal dans le cadre des qualifications à la CAN 2021. Quatre jours plus tard, il est titularisé pour la première fois et vit sa première victoire contre la Guinée-Bissau.